# Ochrostigma concolor
Ochrostigma concolor är en fjärilsart som beskrevs av Warnecke 1953. Ochrostigma concolor ingår i släktet Ochrostigma och familjen tandspinnare. Inga underarter finns listade i Catalogue of Life.